# 弗朗西斯·阿卡努·伊比安
弗朗西斯·阿卡努·伊比安爵士KCMG KBE（1906年11月29日—1995年7月1日）是知名医疗传教士，1960年12月至1966年1月尼日利亚第一共和国时期担任尼日利亚东区总督。他在1951年到1967年人称弗朗西斯·伊比安爵士。 

## 早年生活
1906年11月29日，伊比安在埃邦伊州阿菲克波安瓦纳出生，属伊博族。他是安瓦纳的传统统治者伊比安酋长次子，后来统治安瓦纳。他曾就读卡拉巴尔的希望瓦德尔培训学院和拉哥斯国王学院，考入圣安德鲁斯大学并于1934年获医学学位，蘇格蘭教會把他封为医疗传教士。伊比安建立阿比里巴医院，在伊图和乌布鲁监督教会医院。
伊比安从未当上牧师，曾入选长老会。为表彰他在苏格兰教会担任医疗传教士的贡献，1949年新年授勋授予伊比安大英帝国勋章，1951年新年授勋时晋升名誉骑士团长。伊比安1955至1958年担任尼日利亚基督教理事会主席，1957年出任霍普沃德尔学院校长，1959年任伊巴丹大学校长。前往北羅德西亞期间，仅向白人开放的咖啡馆拒绝向他服务，引起激烈反弹。1962年伊比安出任尼日利亚大学恩苏卡校区新教堂建设委员会主席。
在尼日利亚独立之前，伊比安曾在地方政府、东部地区议会以及立法和执行委员会任职。
1960年尼日利亚独立后，伊比安被任命为尼日利亚东部地区州长。1962年8月24日，他被任命为聖米迦勒及聖喬治勳章的骑士指挥官。伊比安一直任职到1966年1月15日，约翰逊·阿吉伊-伊龙西少将发动军事政变为止。他的继任者埃梅卡·奥朱库上校立即将伊比安逐出埃努古的州议会大厦。后来，埃梅卡成为分离的比亚法拉共和国的总统。

## 尼日利亚内战
在 1967年至1970年的尼日利亚内战期间，伊比安积极协助比亚法拉人，通过他的教会联系帮助获得救援物资。作为普世教會協會的六位主席之一，伊比安于 1968年7月在瑞典乌普萨拉的普世教会协会会议上发言，讨论了难民救济问题。西非省教会首席顾问博拉·伊格也出席了会议，并确保协会决议中避免使用“比亚法拉”这个名字，因为这意味着对该国家的承认。然而，伊比安在确保每晚向比亚法拉运送救援物资的航班开始执行时发挥了重要作用。 1969年，他周游加拿大，为比亚法拉人民筹集人道主义援助和支持。伊比安恢复了他的爵士身份并放弃了他的英文名字弗朗西斯，以抗议英国政府对尼日利亚联邦政府的支持。

## 战后
战后，伊比安继续致力于尼日利亚重建和医院服务。伊比安负责尼日利亚圣经公会和基督教医学团体。他成为全非洲教会会议的主席。

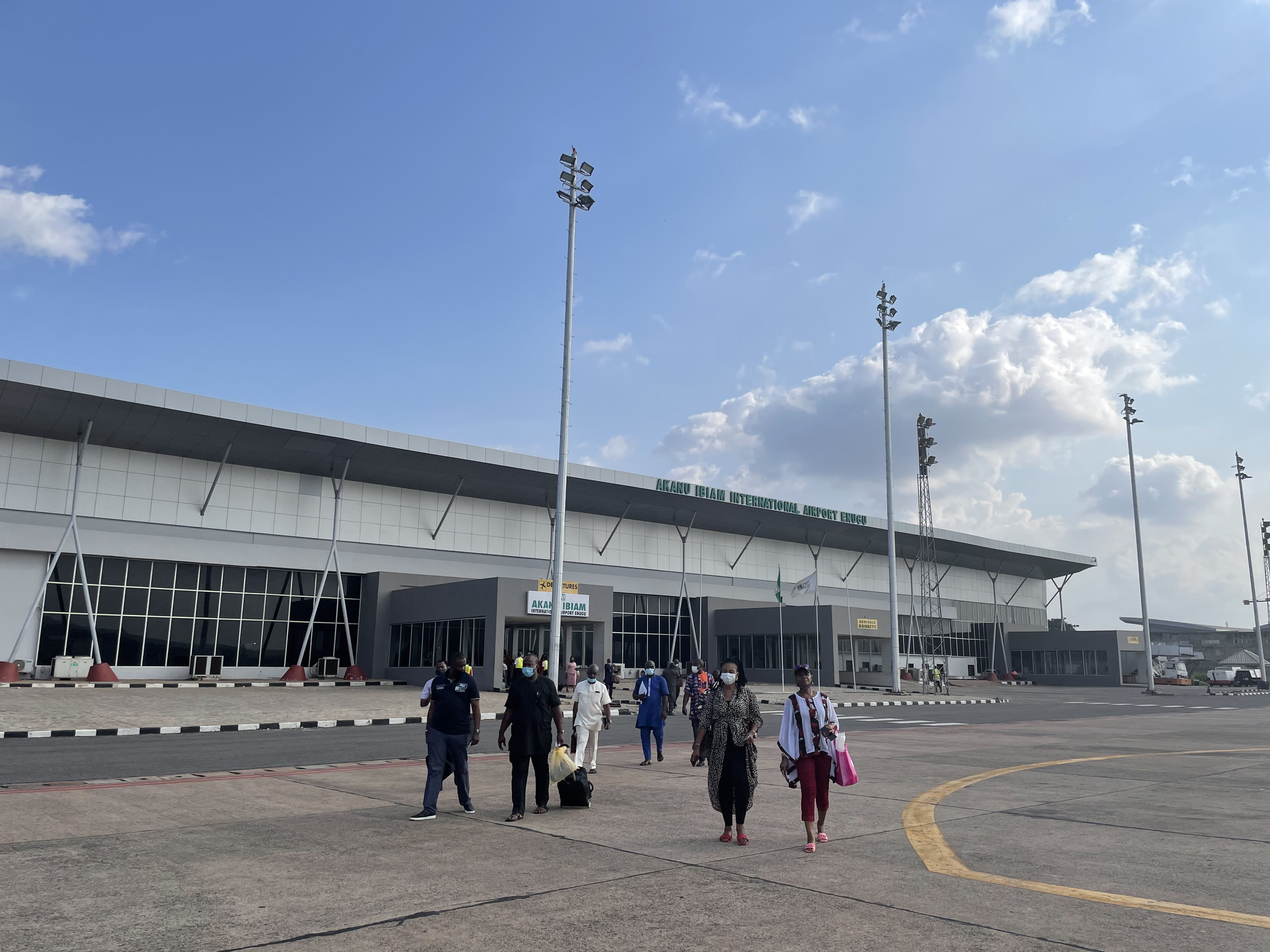
阿卡努·伊比安国际机场

伊比安于1995年7月1日去世。超过20000人参加了他在安瓦纳的葬礼。埃努古的阿卡努伊比安国际机场、埃博尼州安瓦纳的阿卡努伊比安联邦理工学院和尼日利亚恩苏卡的弗朗西斯·阿卡努·伊比安体育场均以他的名字命名。